# Кастеллі Степан Миколайович
Степан Миколайович Кастеллі (Стефан; 1753 — 23 грудня 1805) — воєначальник російської імперії, генерал-майор.

## Біографія
Народився 1753 року. Виходець із польського дворянства італійського походження гербу Кастра Белля. Батько - Миколай Григорович Кастеллі, мати - Сюзанна Савіцька. За інформацією документів, поданих до дворянської книги, рід починається з Маркіяна Станіслава Кастеллі, смоленського чесника, що отримав індигенат в 1676 році.
Мав сина - Миколая Кастеллі та дочку Віру Кастеллі.
У 1771 році вступив сержантом до Козловського мушкетерського полку, брав участь Російсько-турецькій війні 1768-1774 років . З 1779 року служив у гарнізоні Єлиcаветграду.
Згодом прийняв командування одним із батальйонів Миколаївського Приморського гренадерського полку.
У 1792 був переведений в Архангелогородський мушкетерський полк. З 9 жовтня 1798 - командир полку, з 18 жовтня того ж року - полковник.
На чолі полку брав участь в Італійському поході Суворова, зокрема відзначився в битві при Нові. У поході відвідав Верону, де запросив документ про походження роду Кастеллі, на що отримав лист міського муніципалітету Верони: 
"PROVISORES COMMUNIS
ПРЕДСТАВНИКИ ГЕНЕРАЛЬНОЇ РАДИ МІСТА ВЕРОНА
Оскільки для нас, як для давнього органу, немає нічого важливішого, ніж забезпечення справедливості та честі, а також виконання вимог шанованих осіб, ми, на прохання шляхетного пана Стефана, сина шляхетного пана Ніколая з Кастелло, або ж Полковника, чи Капітана Руського Військового Полку у складі піхоти, що проходив під керівництвом графа Каменського через Італію і Швейцарію під час кампаній проти французів, надаємо це свідоцтво, підтверджене розслідуванням і перевіреною правдою.
Всім і кожному, кому цей наш лист буде представлений, незалежно від гідності, з якою вони виступають, ми своїм ім'ям і авторитетом підтверджуємо і надаємо свідоцтво, що згідно з достовірними документами, збереженими в архівах канцелярії міста Верони, шляхетна родина Кастелло згадується з 1410 року. Зокрема, з документів видно, що Йоанн з Кастелло в тому ж році був обраний до складу міської ради шляхетства і призначений до Альбому Радників цієї ради.
Також згадується Петро з Кастелло в 1411 році, Бартоломео з Кастелло в 1448 році, і Франческо з Кастелло в 1510 році, кожен з яких займав посади радників міської ради.
Свідчимо також, що шановний і славний Йоанн Петро з Кастелло двічі обіймав посаду дуумвіра, яку ще називають "Provisores Communis" (представника спільноти) у 1445 і 1449 роках, виконуючи це завдання із високою честю і гідністю, значно підвищивши авторитет міста Верона.
У підсумку, надаємо це свідоцтво з нашими підписами, а також додаємо міську імператорську печатку для повної достовірності і автентичності.
Дано у Вероні, в Генеральній канцелярії ради, 15 жовтня 1799 року (Indictione II).**
Підписи: Граф Гаспар де Ріцці (Provisor Communis)
Йоанн Граф де Ріцці (Provisor Communis)
Ієронім Брунеллій, у Колегії Прийнятий."
Командував полком до січня 1800 року. 19 січня того ж року був проведений в генерал-майори і призначений шефом Великолуцького мушкетського полку. 2 листопада 1802 року переведений на посади коменданта Казані та шефа Казанського гарнізонного полку. Перебував на цих посадах аж до смерті 23 грудня 1805 року.